# SsangYong Musso
A SsangYong Musso é um SUV médio ou camionete produzida pela fabricante sul-coreana SsangYong desde 1993.
A Musso veio de uma parceria técnica entre a SsangYong e a Daimler-Benz. O desenho do carro foi feito por Ken Greenley. O Musso teve uma versão camionete de cabine dupla, chamada Musso Sports. A SUV foi produzida de 1993 a 2005 e a camionete de 2002 a 2005.
No Salão de Genebra de 2018, a SsangYong lançou uma nova camionete, com o nome de Musso, baseada na plataforma da SsangYong Rexton.